# 新乡南站
新乡南站（工程名平原新区站）位于中华人民共和国河南省新乡市原阳县师寨镇，是济郑高速铁路上的一座车站，2022年6月20日随济郑高速铁路濮郑段开通而投入使用。

## 车站结构

### 站房
新乡南站站前广场总面积约3.2万平方米，站房主体2层，总建筑面积1.2万平方米；候车厅内设有母婴室、商务候车室、无障碍卫生间等，可以满足不同旅客的候车需求。站房整体设计以“风吹麦浪，岁稔年丰”为立意，正面凹凸不平的扣盖和遮阳百叶，富含当地文化元素；站房内饰设计中加入了“麦穗”和“麦粒”的元素，体现了“风吹麦浪、岁稔年丰”的主题。大厅内饰颜色源自新乡市优质小麦的麦黄色和原阳大米的白色，再配以麦粒的形状，彰显当地的农业特色。

### 站场
车站规模为2台4线，设到发线4条（含正线2条），长度为650m；设450.0×8.0×1.25m的基本站台和侧式站台各1座，两站台之间设8m宽旅客地道1座。